# هگزولام
هگزولام (انگلیسی: Hexolame) به عنوان ۱۷ بتا-((۶-هیدروکسی هگزیل) آمینو) استرادیول شناخته می شود، یک استروژن مصنوعی، استروئیدی و یک ۱۷ β-آمینواستروژن با اثرات ضد انعقاد است که نخستین بار در سال ۱۹۹۰ توصیف شد و هرگز به بازار عرضه نشد.